# رافليسيا كيرية
الرافليسيا الكيرية (باللاتينية: Rafflesia kerrii) نوع نباتي يتبع جنس الرافليسيا من الفصيلة الرافليسية. سميت نسبة إلى عالم النبات الإيرلندي آرثر فرانسيس جورج كير.
الموطن الأصلي لهذا النوع هو شبه جزيرة ماليزيا وجنوب تايلاند.

## الوصف النباتي
نباتات هذا الجنس ليس لها سوق أو أوراق أو جذور، بل النبات عبارة عن زهرة فقط لها خمس بتلات.